# Ejeme
Ejeme é um município da Espanha na província de Salamanca, comunidade autónoma de Castela e Leão, de área 17,46 km² com população de 165 habitantes (2007) e densidade populacional de 9,62 hab/km².

## Demografia
| Variação demográfica do município entre 1991 e 2004 | Variação demográfica do município entre 1991 e 2004 | Variação demográfica do município entre 1991 e 2004 | Variação demográfica do município entre 1991 e 2004 |
| --------------------------------------------------- | --------------------------------------------------- | --------------------------------------------------- | --------------------------------------------------- |
| 1991                                                | 1996                                                | 2001                                                | 2004                                                |
| 288                                                 | 212                                                 | 173                                                 | 168                                                 |